# Otto Förschner
Otto Förschner (Nördlingen, 4 novembre 1902 – Landsberg am Lech, 28 maggio 1946) è stato un militare tedesco.
È stato membro delle Schutzstaffel (SS) e comandante di campo di concentramento. Dopo aver prestato servizio nelle Waffen-SS sul fronte orientale, Förschner lavorò come alto ufficiale nel campo di concentramento di Buchenwald (1942-1943) e in seguito prestò servizio come comandante di Mittelbau-Dora (1943-1945) e Kaufering (1945). Dopo la sconfitta tedesca, fu condannato per crimini di guerra dalle autorità di occupazione statunitensi ai processi di Dachau e impiccato nel maggio 1946.

## Biografia
Förschner nacque nella città di Dürrenzimmern (oggi parte di Nördlingen), in Baviera, il 4 novembre 1902, e crebbe in una fattoria di proprietà della sua famiglia.

### Nell'esercito
Nel 1922 si arruolò nella Reichswehr e rimase soldato per i successivi dodici anni. Dopo la sua dipartita dall'esercito nel 1934, divenne membro delle Schutzstaffel (SS) e fu assegnato alla sua ala militare, la SS-Verfügungstruppe, l'organizzazione che sarebbe poi diventata le Waffen-SS.

### Nelle SS
Tra l'aprile 1934 e il dicembre 1936 Förschner frequentò il campo di addestramento delle SS a Bad Tölz e nel 1937 divenne membro del partito nazista. Durante l'invasione tedesca dell'Unione Sovietica nel 1941, prestò servizio come ufficiale presso la quinta divisione SS Panzer Wiking. Dopo essere stato ferito in azione e dichiarato non idoneo dal punto di vista medico al servizio di combattimento, Förschner fu trasferito all'SS-Totenkopfverbände, dove assunse il ruolo di Schutzhaftlagerführer del campo di concentramento di Buchenwald nella primavera del 1942.
Nel settembre 1943, a Förschner fu assegnato il comando del nuovo campo di concentramento di Mittelbau-Dora, al tempo gestito come parte del molto più grande Buchenwald. Lo scopo di Mittelbau-Dora era quello di fornire lavoratori schiavi tra la sua popolazione detenuta per il vicino impianto di produzione di armi V di Mittelwerk. Oltre alla sua posizione di comandante a Dora, Förschner era anche tecnicamente amministratore delegato della Mittelwerk GmbH, la società di copertura creata dal governo tedesco per la produzione di armi V. Avrebbe mantenuto questo incarico fino all'aprile 1944, sostituito da Georg Rickhey.
Förschner aveva un rapporto controverso con i vari servizi di sicurezza nazisti (SD e Gestapo) che operavano a Mittelbau-Dora e dintorni. Il suo comando veniva regolarmente criticato da loro per la sua "leggerezza" sia nei confronti dei prigionieri che del personale del campo. Di particolare preoccupazione per loro era la pratica di Förschner di selezionare i funzionari dei prigionieri quasi esclusivamente tra i detenuti comunisti tedeschi del campo.

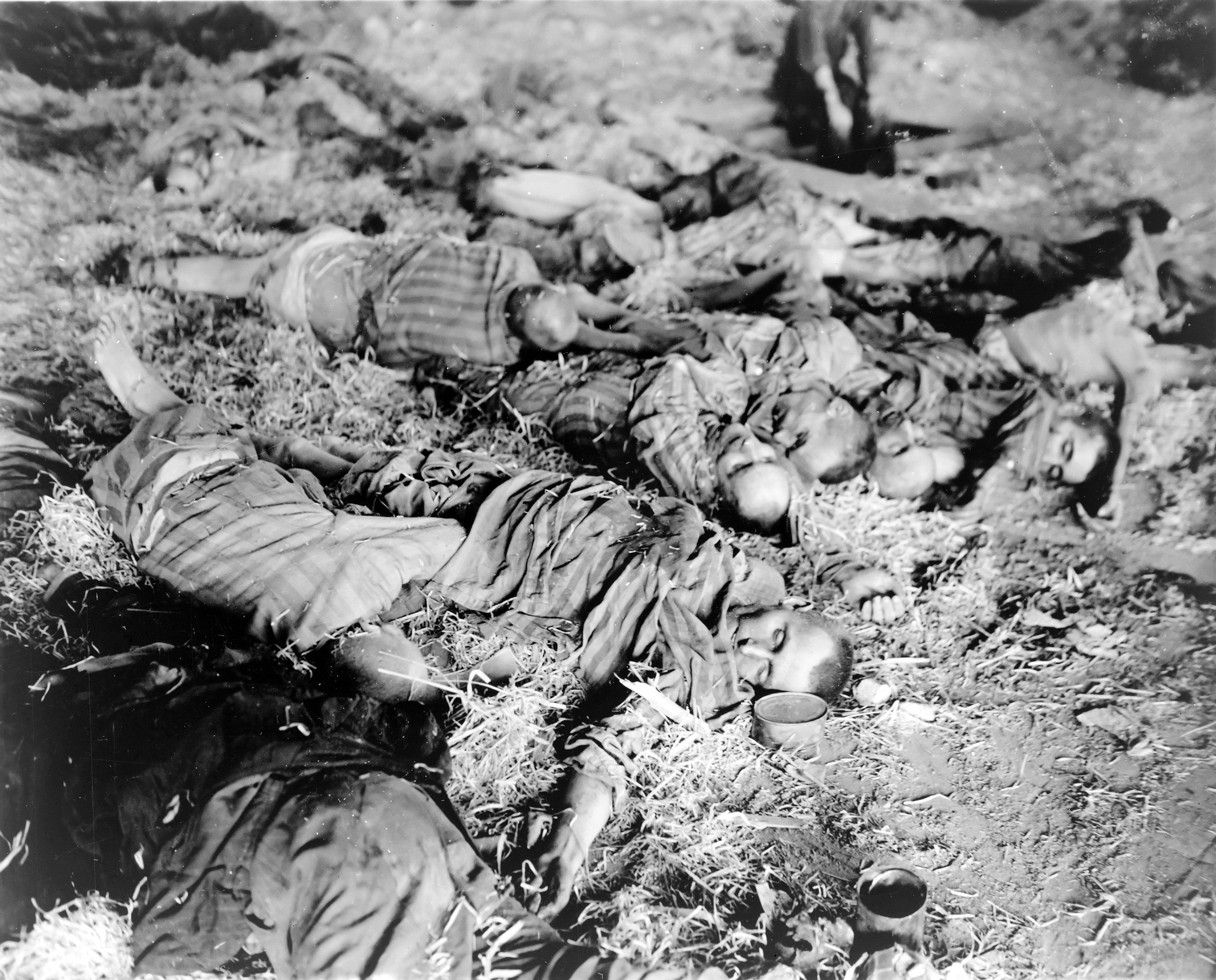
I lavoratori morti giacciono in file irregolari sui pavimenti degli alloggiamenti di Nordhausen

La reputazione di Förschner nel partito nazista fu gravemente danneggiata nel novembre 1944, quando molti dei funzionari prigionieri da lui nominati furono arrestati dalla Gestapo e si scoprì essere coinvolti in attività di resistenza all'interno del campo, in particolare nel sabotaggio delle armi V durante il processo produttivo. Dopo che venne rivelato che Förschner non aveva segnalato il pagamento di un bonus di 10,000 ℛℳ ︁ricevuto dalla Mittelwerk GmbH, nel febbraio 1945 fu licenziato dalla carica di comandante di Mittelbau-Dora e sostituito dall'ex comandante di Auschwitz, Richard Baer.
Dopo essere stato sollevato dal comando a Mittelbau-Dora, Förschner fu trasferito a Dachau, dove prestò servizio per breve tempo come comandante del sottocampo di Kaufering.

### Processo e condanna
Nell'aprile 1945 Förschner fu fatto prigioniero dall'esercito statunitense. Era un imputato nel processo sul campo di concentramento di Dachau, in cui fu accusato di crimini di guerra derivanti dalla sua permanenza a Kaufering. Förschner fu infatti ritenuto responsabile delle brutali condizioni prevalenti nel campo e del suo ruolo nella gestione delle esecuzioni dei prigionieri.
Fu giudicato colpevole da un tribunale militare statunitense e condannato a morte, insieme ad altri 35 coimputati, il 13 dicembre 1945. Fu impiccato nella prigione di Landsberg il 28 maggio 1946.